# Lingua bhojpuri
La lingua bhojpuri è una lingua parlata in alcuni stati del centro nord e dell'est dell'India: è diffusa nella parte occidentale del Bihar, nel nord-ovest del Jharkhand e nella regione Purvanchal dell'Uttar Pradesh, insieme alla contigua regione del Terai nepalese. Il Bhojpuri è parlato anche in Guyana, Suriname, nelle Figi, in Trinidad e Tobago e nelle Mauritius.
Al 2022, è parlata da 52,5 milioni di parlanti totali.
Alla lingua bhojpuri si contrappongono diversi dialetti, tra i quali l'hindustani caraibico o sarnami e il bhojpuri mauriziano.
Fino al XIX secolo, il bhojpuri era scritto sia in alfabeto kaithi che in Nastaʿlīq, la versione calligrafica dell'alfabeto arabo-persiano. Dal 1894 in poi, in documenti ufficiali all'alfabeto kaithi si cominciò ad affiancare il devanagari, che nel tempo sostituì il kaithi completamente.
Comparato al numero dei parlanti, relativamente numeroso quasi tutti madrelingua, il numero di autori in lingua bhojpuri è molto basso. Tra di essi, l'erudito poliglotta Rahul Sankriyayan, Viveki Rai. Tra i musicisti in lingua bhojpuri spicca Sharda Sinha.

## Fonologia
|               | Bilabiali | Bilabiali | Labio- dentale | Labio- dentale | Dentale/ Alveolare | Dentale/ Alveolare | Retroflessa | Retroflessa | Post-alv./ Palatale | Post-alv./ Palatale | Velare | Velare | Uvulare | Uvulare | Glottale | Glottale |
| ------------- | --------- | --------- | -------------- | -------------- | ------------------ | ------------------ | ----------- | ----------- | ------------------- | ------------------- | ------ | ------ | ------- | ------- | -------- | -------- |
| Nasali        | m         | m         |                |                | n                  | n                  | (ɳ)         | (ɳ)         |                     |                     |        |        |         |         |          |          |
| Occlusive     | p pʰ      | b bʱ      |                |                | t̪ t̪ʰ               | d̪ d̪ʱ               | ʈ ʈʰ        | ɖ ɖʱ        |                     |                     | k kʰ   | ɡ ɡʱ   | q       |         |          |          |
| Affricate     |           |           |                |                |                    |                    |             |             | tʃ tʃʰ              | dʒ dʒʱ              |        |        |         |         |          |          |
| Fricative     |           |           | f              |                | s                  | z                  |             |             | ʃ                   |                     | x      | ɣ      |         |         |          | ɦ        |
| Monovibranti  |           |           |                |                | ɾ                  | ɾ                  | (ɽ) (ɽʱ)    | (ɽ) (ɽʱ)    |                     |                     |        |        |         |         |          |          |
| Approssimanti |           |           | ʋ              | ʋ              | l                  | l                  |             |             | j                   | j                   |        |        |         |         |          |          |

I parlanti bhojpuri che non parlano anche l'hindi o l'Urdu generalmente non riescono a pronunciare molti dei fonemi della tabella. I fonemi /q/, /x/, /ɣ/, /z/ e /f/, essendo prestiti dal persiano, non vengono pronunciati dalla maggioranza dei parlanti.
Inoltre, l'approssimante labiodentale /ʋ/ (va) è spesso realizzata come [b] (ba), mentre la fricativa postalveolare /ʃ/ (sha) e la fricativa retroflessa /ʂ/ (sha) sono spesso pronunciate come /s/ da molti dei parlanti.